# Luigi Morleo
Luigi Morleo (Mesagne, 16 de noviembre de 1970) es un compositor, percusionista italiano de música clásica contemporánea.

## Biografía
Utiliza variados estilos musicales y artísticos como minimalismo, rock-cross-over, folk-Pop, jazz, electrónica y DJ.
Muchas de sus obras han sido interpretadas por la Orquesta Sinfónica de Maracaibo-Venezuela, Orquesta de Roma y Lazio-ITALIA, Orquesta del Conservatorio de Clermont-Ferrand-Francia, Orquesta de Jóvenes Artistas de Denver-EE. UU., Orquesta Sinfónica Metropolitana de Bari-ITALIA, Orquesta del Conservatorio de Monopoli-ITALIA, Orchestra Sinfonica di Lecce e del Salento-ITALY, Halleiner KammerOrchester-Austria, Orchestra Filarmonica della Calabria-ITALY, en PASIC (Percussive Arts Society) en Nashville-USA, Federation Bells of Melbourne-Australia, y en New York City Electroacoustic Music Festival-USA y Festival MUSLAB de México, Festival Futura Electronic – Francia, Jasmin Vardimon Company de Ashford-UK, Conjunto de Percusión de Academy of Music STANISLAW MONIUSZKO en Gdansk-Polonia, Festival Atemporanea in Argentina, Japanese Arts Network. Su hijo Mattia Vlad Morleo también es músico y compositor.

## Discografía
| título                                    | intérpretes                                          | año  | etiqueta         |
| ----------------------------------------- | ---------------------------------------------------- | ---- | ---------------- |
| Duo G.Selmi                               | John McCrae (violonchelo), Annamaria Maniconi (arpa) | 1993 | Pink Swan        |
| Morleo-Minella-Liturri-Scagliola-Monopoli | Ensemble di Bari                                     | 1997 | C&M Classic      |
| Echi del Mediterraneo                     | Ensemble A.Gentilucci                                | 1997 | Rainbow          |
| Crystal!                                  | John McCrae (violonchelo), Annamaria Maniconi (arpa) | 2001 | Pink Swan        |
| Luigi Morleo                              | Luigi Morleo & Warhol Percussion Quartet             | 2003 | Papageno         |
| Different Activitiés                      | Attilio Terlizzi & Lyon Simphonietta                 | 2006 | Editions Dhelman |
| Ngracalate OSci                           | Livio Minafra & Luigi Morleo Ensemble                | 2011 | Dodicilune       |
| Mani Volanti                              | Luigi Morleo & Kroupalon Trio                        | 2012 | Morleo Editore   |
| Da Tripoli al Messak                      | Morley Mediterranean Quartet                         | 2013 | Morleo Editore   |
| MIGRANTI 2.0                              | Morley Mediterranean Quartet                         | 2017 | Morleo Editore   |

## CDRom
| título                 | autor           | año  | etiqueta     |
| ---------------------- | --------------- | ---- | ------------ |
| Pixel di Puglia        | Luciana Galli   | 2002 | Softmedia    |
| Paesaggio Mediterraneo | Annamaria Trono | 2003 | Araba Fenice |
| Per Bari               | Luciana Galli   | 2006 | Proforma     |

## Film
| título                   | autor                    | año  | producción                 |
| ------------------------ | ------------------------ | ---- | -------------------------- |
| Frammento Orfico - 16 mm | Angelo Amoroso d'Aragona | 1993 | TransTV                    |
| No Pasaran! - VHS        | Grimaldi-D'Orazio        | 2003 | ManifestoLibri             |
| I Viaggi di Enea - DVD   | Luigi Vernieri           | 2001 | Istituto Europeo di Design |
| Pinocchio - DVD          | Jasmin Vardimon Company  | 2018 | Jasmin Vardimon Company    |
| Medusa - DVD             | Jasmin Vardimon Company  | 2018 | Jasmin Vardimon Company    |